# Dæmonen
För filmen med samma namn, se Dæmonen (film).
Dæmonen (danska för Demonen) är en berg- och dalbana i stål på Tivoli i Köpenhamn. Banan invigdes 16 april 2004. Attraktionen är sponsrad av Mazda och är den enda attraktionen på Tivoli med sponsring. För att minska bullret från attraktionen, är banans spår fyllda med sand. 